# Robert Ludwig Mond

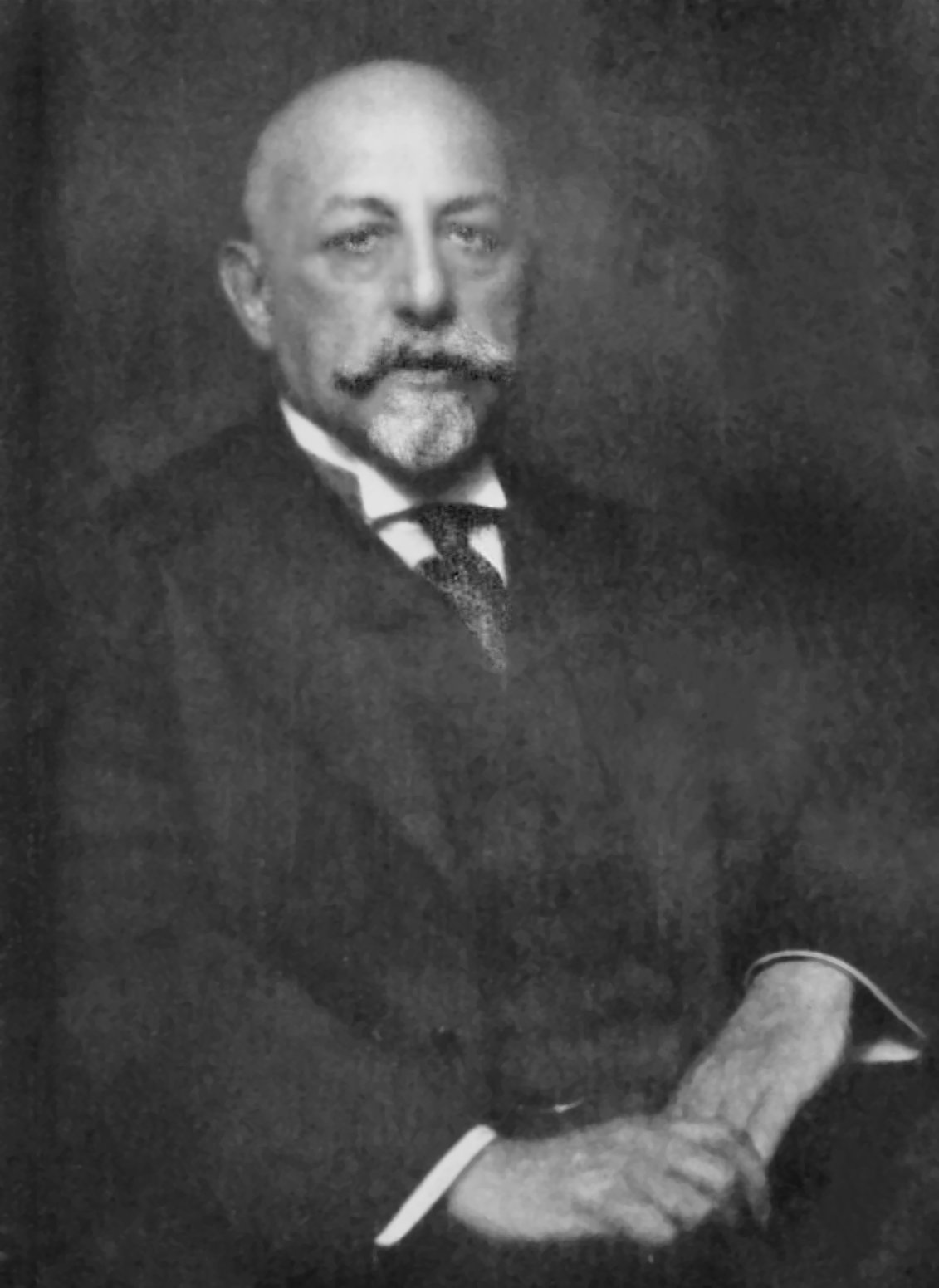
Robert Ludwig Mond

Sir Robert Ludwig Mond, FRS, FRSE (* 9. September 1867 in Farnworth; † 22. Oktober 1938 in Paris) war ein britischer Chemiker und Archäologe.

## Frühe Jahre
Robert Ludwig Mond war ältester Sohn des Chemikers und Industriellen Ludwig Mond. Er besuchte das Cheltenham College und studierte am College Peterhouse, wo er 1888 seinen Bachelor of Arts und 1892 den Master machte. Außerdem studierte er an der Eidgenössischen polytechnischen Schule, der University of Edinburgh und der University of Glasgow, wo er bei William Thomson lernte.

## Chemie
Mond entdeckte zusammen mit seinem Vater die Verbindung Nickeltetracarbonyl. Außerdem arbeitete er an der Verbesserung der industriellen Herstellung von Eisenpentacarbonyl und entdeckte das erste Derivat eines Metallcarbonyls sowie Trirutheniumdodecacarbonyl. Zwischenzeitlich betätigte er sich auch in der wissenschaftlichen Landwirtschaft. Mond übernahm von seinem Vater das Unternehmen Brunner Mond & Company und leitete das Royal Ontario Museum in Toronto.

## Archäologie
Mond widmete sich auch der Archäologie und interessierte sich für das Alte Ägypten. Er arbeitete mit bedeutenden Archäologen wie Percy Newberry, Howard Carter, Arthur Weigall und Alan Gardiner zusammen. Mit Letzterem untersuchte er die Thebanische Nekropole. Nach dem Ersten Weltkrieg setzte er sich für den Erhalt des Grabs Ramses I. ein. Er baute eine große Artefakt-Sammlung auf, die er dem British Museum vermachte. Außerdem führte er archäologische Untersuchungen in Palästina, Frankreich und auf den Kanalinseln durch und unterstützte die Gründung einer British School of Archaeology in Jerusalem. Robert Mond baute außerdem eine 900 Figuren umfassende Modellsoldaten-Sammlung auf, die alle Regimente der napoleonischen Armee repräsentierte.

## Engagement und Ehrungen
Mond war an der Gründung des Maison de la Chimie in Paris beteiligt und unterstützte das Pariser Institut der Universität London. Er förderte die Universitäten in Liverpool, Manchester und Toronto durch große Spenden.
Im Jahr 1932 wurde er zum Ritter geschlagen. Er erhielt Ehrendoktortitel der Universitäten von Liverpool, Toronto und London und war von 1930 bis 1932 Präsident der Faraday Society. Mond wurde mit der Messel Medal der Society of Chemical Industry geehrt und war gewähltes Mitglied der Royal Society of Edinburgh und der Royal Society. In Frankreich wurde er Chevalier de la Légion d’Honneur und Mitglied der Académie des inscriptions et belles-lettres, wodurch er auch dem Institut de France angehörte. Er wurde zum Präsidenten der Société de Chimie gewählt.

## Privatleben
Robert Mond war zweimal verheiratet. 1898 heiratete er Helen Levis, mit der er zwei Töchter hatte. Helen starb 1905. In Gedenken an sie gründete Mond das Kinderkrankenhaus am Vincent Square in London. Im Jahr 1922 heiratete er Marie-Louise Guggenheim (geborene Le Manac’h) aus Belle-Isle-en-Terre und verbrachte daraufhin den Großteil seiner Zeit in Frankreich.
Robert Ludwig Mond starb in Paris und wurde im Krematorium Père Lachaise eingeäschert. Seine Asche wurde an seinem Haus in Belle-Isle-en-Terre beigesetzt.